# Liatongus rhinocerulus
Liatongus rhinocerulus là một loài bọ cánh cứng trong họ Bọ hung (Scarabaeidae).